# George Washington Pierce
George Washington Pierce (Webberville, 11 de janeiro de 1872 — 25 de agosto de 1956) foi um físico estadunidense.